# Wye (rivière de Nouvelle-Zélande)

La rivière Wye  est un cours d’eau mineur du nord-est de l’Île du Sud dans la région de Marlborough.

## Géographie
Elle se jette  dans la rivière Wairau.